# Banjul
Banjul (do roku 1973 oficiálně Bathurst) je hlavním městem Gambie. Počet obyvatel samotného města činí pouze 31 356, avšak v celé městské aglomeraci žije 413 397 lidí (k roku 2013). Banjul se rozkládá na ostrově Panny Marie, kde řeka Gambie vtéká do Atlantského oceánu. Ostrov je propojen s pevninou přepravními prostředky pro auta i pěší na severu a mosty na jihu.

## Historie

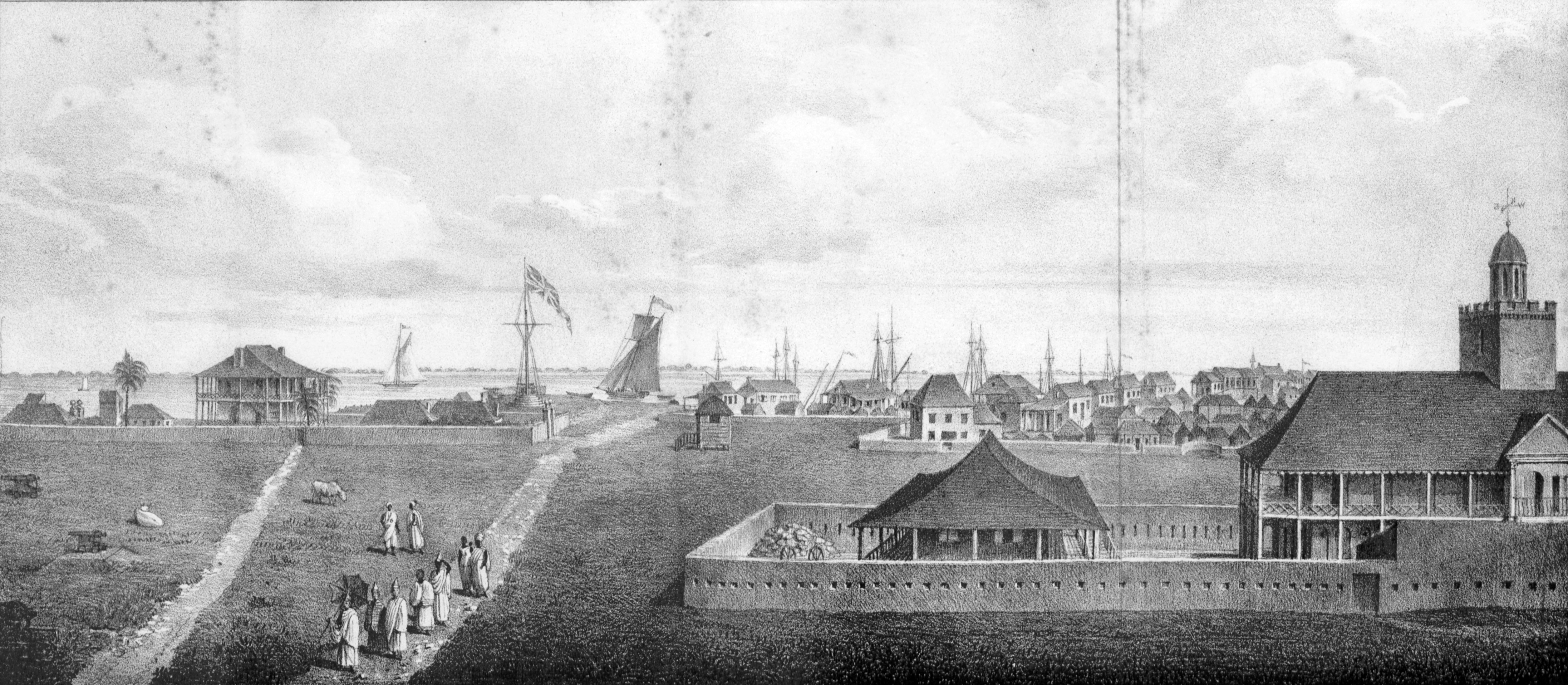
Náčrt Bathurstu, publikovaný v roce 1824

V roce 1651 si Banjul pronajal Jakob Kettler, vévoda Kuronský a Semigalský (1610-1682) od krále Kombského království jako součást tzv. kuronské kolonizace.
Dne 23. dubna 1816 král Komby, Tumani Bojang, pronajal ostrov Banjul britskému veliteli Alexandru Grantovi za roční poplatek 103 železných prutů. Grantova expedice o velikosti 75 mužů měla za úkol vytvořit vojenskou posádku a zřídit obchodní stanici na ostrově, aby kontrolovala vstup do ústí řeky Gambie a potlačovala obchod s otroky. Britové přejmenovali ostrov na St. Mary's Island a město na Bathurst na počest ministra války a kolonií, 3. hraběte Bathursta. Bathurst se stalo centrem britských aktivit v kolonii a protektorátu Gambie.
Během několika let od svého vzniku začalo město Bathurst lákat různorodé skupiny obyvatel. Mezi ně patřili lidé z různých afrických kmenů, Levantinci (např. Syřané, Libanonci) a Evropané (Angličané, Francouzi, Portugalci). Většina obyvatel byla muslimská, ale v městě žila také křesťanská menšina, včetně lidí z kmene Aku. Nejpočetnější africkou skupinou byli Wolofové, kteří přišli z Gorée a Saint-Louis. Jejich počet vzrostl z 829 v roce 1881 na 10 130 v roce 1944. Další významné etnické skupiny zahrnovaly Mandinkové, Jolové a Fulbové. V městě se také zakládaly islámské školy zvané "dara", a v roce 1905 byl zřízen první muslimský soud vedle britského právního systému.

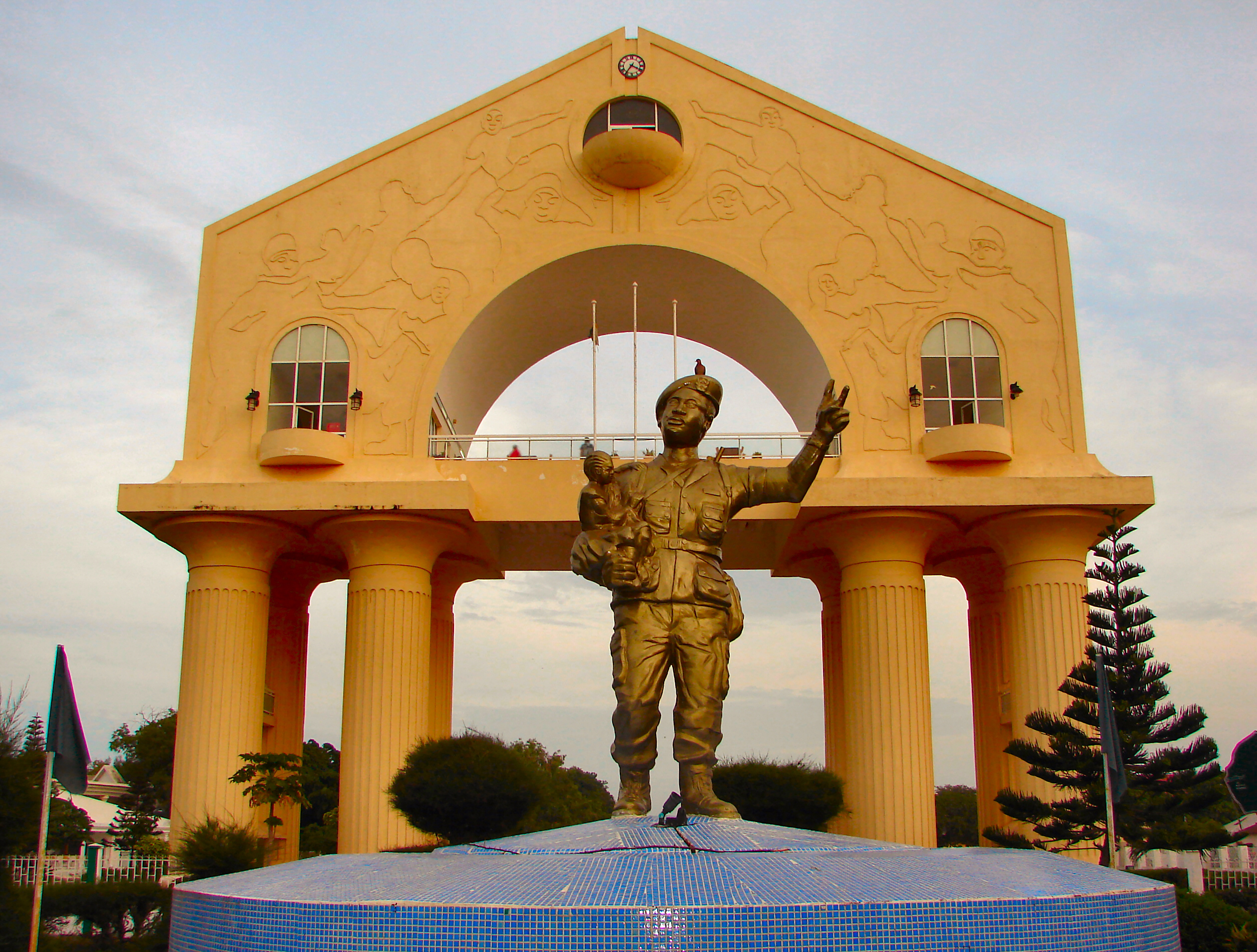
Arch 22 u vjezdu do Banjulu. Socha bývalého prezidenta Yahya Jammeha byla odstraněna po demokratických volbách v roce 2016.

Bathurst se oficiálně stal hlavním městem protektorátu Gambie v roce 1889, což vyvolalo nárůst obyvatelstva. Během 20. století se stával ještě atraktivnějším pro Gambijce díky pracovním příležitostem vytvářeným britskými koloniálními aktivitami a kulturním děním, například kinematografy. Mladí muži z venkovských vesnic se přistěhovali do Bathurstu, kde pracovali například na ministerstvu veřejných prací (založeném v roce 1922) nebo v přístavních docích. Během druhé světové války se město stalo strategickým spojeneckým námořním a leteckým uzlem, což vedlo k dalšímu nárůstu populace z 14 370 v roce 1931 na 21 154 v roce 1944.

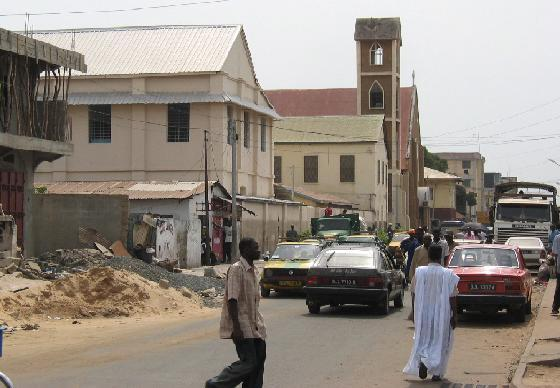
Ulice v Banjulu

Po vyhlášení nezávislosti byl název města v roce 1973 změněn na Banjul. Dne 22. července 1994 se Banjul stal svědkem nekrvavého vojenského převratu, během kterého byl sesazen prezident Sir Dawda Jawara a nahrazen Yahya Jammehem. Na paměť této události byl postaven Arch 22, vysoký 35 metrů, který slouží jako vstupní brána do hlavního města. Tato impozantní brána stojí uprostřed otevřeného náměstí.

## Ekonomika
Banjul slouží jako ekonomické a administrativní centrum Gambie a je sídlem národní banky.

## Doprava

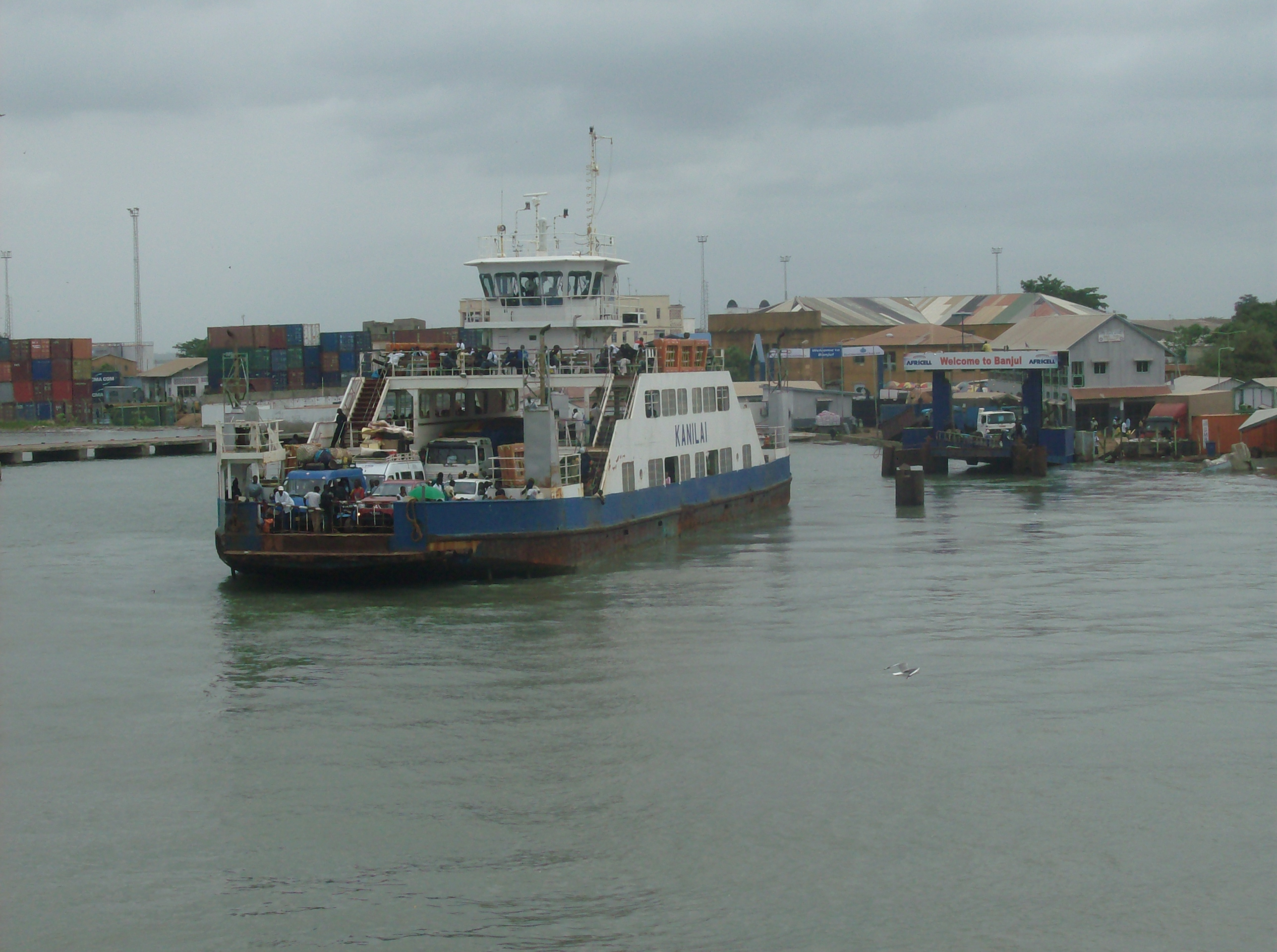
Trajekt v Banjulu

Cesta do Banjulu primárně vede po silnici, kde hlavní dopravní tepnou spojující město s Serekundy je most Denton. Kromě silniční dopravy jsou k dispozici také trajekty, například spojení do Barry, které bylo zavedeno od května 2014. Mezinárodní letiště Banjul slouží městu jako významný uzel v letecké dopravě.
Banjul se nachází na důležité Trans-západoafrické pobřežní dálnici, která spojuje město s Dakarem a Bissau. Tato dálnice také umožňuje propojení s dalšími 11 zeměmi v rámci Hospodářského společenství západoafrických států (ECOWAS).

## Rozdělení
Město je rozděleno do dvou okresů: Banjul a Kanifing.

## Partnerská města
- Grimsby, UK
- Newark, USA